# Mediawan Thematics
Mediawan Thematics est le pôle d'édition et de distribution de chaînes de télévision et de contenus audiovisuels associés de la société Mediawan, issu du rachat en 2017 du Groupe AB, un groupe audiovisuel français fondé par Claude Berda et issu du démantèlement de la société AB Productions. AB Groupe change de nom le 11 octobre 2018 pour devenir Mediawan Thematics.
La société a été dénommée AB Productions de 1977 à 1999. Les initiales AB font référence aux fondateurs de l'entreprise, Jean-Luc Azoulay et Claude Berda. En juillet 1999, les deux dirigeants, Claude Berda et Jean-Luc Azoulay se séparent professionnellement et créent chacun leur société. Jean-Luc Azoulay rachète 80 % des activités de production (hors mangas et documentaires) et crée JLA Holding. Claude Berda conserve les chaînes et le catalogue de programmes pour créer AB Groupe.
Mediawan Thematics possède de nombreuses filiales de production et d'édition et une vingtaine de chaînes de télévision en France, en Belgique, au Luxembourg et en Suisse. Il compte 24 millions de foyers abonnés cumulés.
La société a été cotée de 1996 à 2001 au New York Stock Exchange puis de 2000 à 2003 à la Bourse de Paris sur le second marché. Elle est ensuite rachetée en totalité par Claude Berda, lequel, tout en restant majoritaire, cède 33,5 % de ses parts au groupe TF1, le 5 décembre 2006. AB Groupe est racheté le 30 janvier 2017 par Mediawan pour 280 millions d'euros,.

## Histoire

### Dates clefs
- 1977 : création d'AB Productions, société spécialisée dans la production de disques (disco, enfants…) et de spectacles.
- 1979 : production du premier disque de Dorothée.
- 1980 : première production pour la télévision : Dorothée au pays des chansons pour Antenne 2.
- 1987 : début de la collaboration avec TF1 et production du Club Dorothée. AB devient un producteur très important.
- 1989 : AB produit la première sitcom française pour la jeunesse : Salut les Musclés pour TF1. Début de constitution d'un catalogue de programmes.
- 1992 : AB produit ses premiers dessins animés et lance sa sitcom la plus célèbre : Hélène et les Garçons.
- 1996 : AB rachète Hamster Productions. La même année, lancement du bouquet satellite AB Sat en France.
- 1997 : fin de la collaboration avec TF1.
- 1998 : AB rachète 65 % du capital de RTL9.
- 2001 : AB achète Via Productions, producteur pour TF1 de série télévisée Une femme d'honneur.
- 2006 : entrée de TF1 dans le capital et le conseil d'administration d'AB.
- 2009 : protocole de cession des parts de TMC et de NT1 au profit de TF1 pour un montant de 192 millions d'euros.
- 2013 : AB Groupe cède la chaîne XXL au profit de Marc Dorcel.
- 2014 : AB Groupe achète les sociétés de production Auteurs Associés et BFC.
- 2016 : AB Groupe devient actionnaire majoritaire de la société de production Ego Productions (Une famille formidable, Alice Nevers, Doc Martin, etc.).
- 2017 : AB Groupe est racheté le 30 janvier 2017 par Mediawan pour un montant de 280 millions d'euros.
- 2018 : AB Groupe est renommé Mediawan Thematics le 11 octobre 2018[6].

### De la production de disques à celle d'émissions télévisées (1977-1987)
AB Productions est, à l’origine, une société de production de disques et de spectacles. Elle est créée par Jean-Luc Azoulay et Claude Berda en 1977 avec 25 000 francs. De 1977 à 1979, Jean-Luc Azoulay et Claude Berda tentent de lancer des artistes en profitant de la mode disco, comme notamment le groupe Les Allumettes avec une reprise disco orientale de Mustapha de Bob Azzam (comme un clin d’œil, Dorothée reprendra d'ailleurs ce titre en duo avec Bob Azzam lors d'une émission Dorothée rock'n'roll show en 1993), mais aussi de distribuer en France les disques de la chanteuse Nadine Expert. En 1987, Azoulay et Berda parviennent à obtenir du Vatican, l'autorisation de lancer un disque du Pape Jean-Paul II qui chante une messe. Au vu de l'admiration de Jean-Luc Azoulay pour la musique pop des années 60 et de son travail avec Sylvie Vartan, Jean-Luc Azoulay et Claude Berda font aussi signer un contrat à l'ancienne chanteuse "yé-yé" Annie Philippe en 1978, dans l'espoir de relancer sa carrière, mais tout cela sans succès. Annie Philippe restera quand même sous contrat jusqu'au milieu des années 80. En 1979, la rencontre avec Dorothée et la spécialisation dans les disques destinés à la jeunesse, leur permet de faire fortune. En 1980, AB produit pour Antenne 2 son premier programme télévisé, qui est l'adaptation télé d'une comédie musicale de la chanteuse : Dorothée au pays des chansons.
En 1981, AB produit l'émission Discopuce dans le cadre de Récré A2. Le groupe produit également une émission de première partie de soirée pour les fêtes de Noël 1983 intitulée Dorothée : Le Show, toujours sur Antenne 2.
Dorothée devient la principale locomotive financière de la société en vendant 4 000 000 de disques entre 1981 et 1984 dont Rox et Rouky, Hou la menteuse et Les Schtroumpfs. Elle vendra, au cours de sa carrière, 17 000 000 de disques.
AB Productions lance ensuite la chanteuse Emmanuelle Mottaz, avec succès, puisque le 45 tours Premier Baiser, sorti en 1986 s'écoulera à 850 000 exemplaires et se classera deuxième du Top 50.
En 1987, avec un certain opportunisme, Jean-Luc Azoulay tente de profiter de la nouvelle notoriété de Vanessa Paradis, qui se fait connaître avec son tube Joe le taxi, pour ressortir des cartons, sa toute première tentative en chanson à l'âge de 10 ans : La Magie des surprises parties produite par AB Disques. Toutefois, la famille de la jeune chanteuse mineure s'y oppose et AB Productions ne pourra pas commercialiser le titre. Quelques exemplaires de presse seront toutefois distribués aux stations de radio pour la promotion.

### Développement des émissions et sitcoms (1987-1995)
En septembre 1987, la naissance du Club Dorothée sur TF1, émission vitrine fait d'AB une société majeure dans le paysage audiovisuel français. Les parts de marché du Club Dorothée sont considérables (jusqu'à 65 %) et permettent à la société de faire des profits importants. En 1993, AB déclare un chiffre d'affaires d'1 milliard de francs et devient le premier producteur français puis européen, en volume de productions. Cette émission est restée culte plus de vingt-cinq ans après sa création, comme l'atteste le succès de la soirée spéciale que lui a consacrée la chaîne D8 en décembre 2014, avec plus d'un million de téléspectateurs[réf. nécessaire].
Parallèlement au Club Dorothée, AB produit d'autres émissions : Jacky Show, Terre, Attention, Danger, Club Sciences, Des millions de copains et six prime time pour Dorothée : Dorothée Show en 1987, Le Cadeau de Noël en 1991, Le Cadeau de la rentrée en 1992 et Dorothée Rock'n'roll Show en 1993 et 1994.
À partir de 1991, la production intensive de sitcoms : Salut les Musclés, Premiers baisers, Le Miel et les Abeilles, Les Filles d'à côté, L'École des passions, Studio des artistes, mais surtout Hélène et les Garçons, en 1992 permet de battre tous les records. 25 sitcoms constituant 2 000 épisodes seront produites avec, dans l'ensemble, un grand succès (voir la liste des séries télévisées d'AB Productions). En 1991, AB produit également sa première série pour une chaîne autre que TF1 : Cas de divorce sur La Cinq, mais le dépôt de bilan de la chaîne met un terme à l'aventure.
En 1991, AB crée le label musical AB Disques et édite ses propres chansons pour Dorothée, Les Musclés, Christophe Rippert, Emmanuelle Mottaz, Anthony Dupray, Manuela Lopez… En tout plus de 1000 chansons. La société atteint son point culminant avec la réussite de la chanteuse Hélène Rollès qui devient, entre 1992 et 1995, un véritable phénomène de société, vendant 4 000 000 de disques et squattant les couvertures de magazines.
AB s'associe également à spectacles Camus-Coullier et produit les concerts de ses chanteurs « maison », dont les Bercy de Dorothée.
En 1995, AB produit sa première sitcom pour une chaîne autre que TF1 : Un homme à domicile pour France 2, mais il s'agit d'un échec d'audience. En 1996, la production de Extra Zigda pour M6 ne rencontre pas non plus de succès.
En 1996, AB rachète Hamster Productions, la société de Pierre Grimblat (Navarro, L'Instit…) et étoffe ainsi un peu plus son catalogue qui devient très important.

### Lancement de chaînes de télévision et de bouquet satellite (1995-1999)
Ainsi, en 1995, AB Productions décide de devenir diffuseur et crée sa première chaîne de télévision : AB Channel 1. AB lance son bouquet satellite de 18 chaînes, AB Sat, en décembre 1996 via le satellite Eutelsat. L'échec dans la commercialisation directe ne décourage pas les deux patrons. Ils réussissent les années suivantes à faire diffuser leurs chaînes sur les bouquets concurrents Canalsat et TPS. AB devient ainsi un grand groupe audiovisuel.
Mais, en lançant son propre bouquet satellite, AB entre en guerre industrielle avec TF1 (qui est actionnaire de TPS) et les contrats avec TF1 sont revus à la baisse. Quand le Club Dorothée (émission vitrine pour AB) s'arrête en août 1997, l'événement marque la fin d'une collaboration de dix ans avec TF1 et inaugure le début d'une période sombre pour AB Productions. Après avoir embauché jusqu'à 1300 personnes, la société doit se résoudre à un vaste plan social et ne conserve que 300 personnes.
En mars 1998, AB rachète la chaîne RTL9 pour 65 millions de francs, ce qui est un coup de maître car la chaîne est no 1 du câble et du satellite.

### Scission d'AB Productions et création d'AB Groupe (1999-2017)
En 1999, Jean-Luc Azoulay et Claude Berda décident de se séparer professionnellement et AB Productions disparaît et se scinde en deux sociétés :
- JLA Holding, gérée par Jean-Luc Azoulay, qui rachète les droits de productions à AB.
- AB Groupe, gérée par Claude Berda, qui se recentre sur la direction des chaînes de télévision et la gestion du catalogue.

AB Groupe est le premier éditeur français de chaînes thématiques et détient le plus gros catalogue de programmes d'Europe en 2017.

### Rachat par Mediawan (depuis 2017)
Le 30 janvier 2017, le Groupe AB devient une filiale à 100 % de Mediawan pour un montant de 280 millions d’euros.

### Identité visuelle (logo)

Logo d'AB Groupe de 1977 à 2008 et d'AB Productions.
Logo d'AB Groupe de 2008 au 10 octobre 2018.
Logo du 11 octobre 2018 au 2 juin 2020.
Logo depuis le 3 juin 2020.

## Activités du groupe

### Production audiovisuelle et distribution

Logo de Mediawan Rights du 11 octobre 2018 au 2 juin 2020

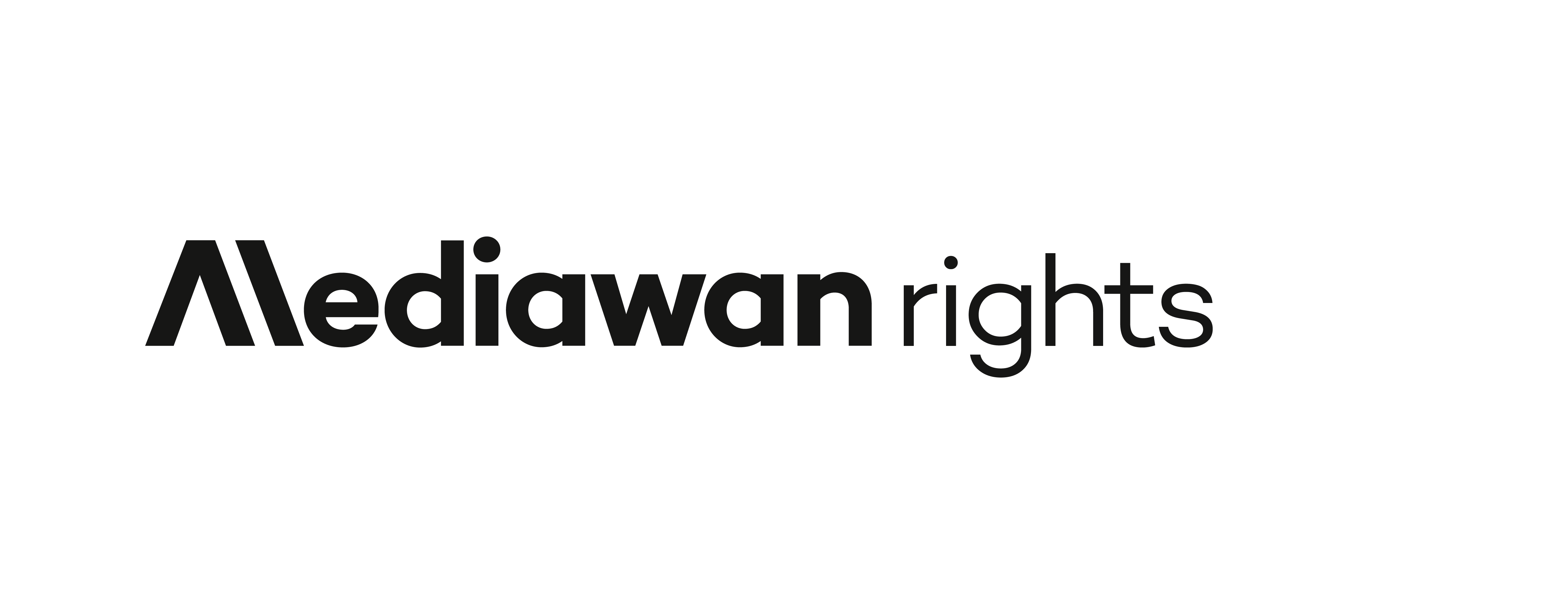
Logo de Mediawan Rights depuis le 3 juin 2020.

AB Distribution apparaît afin de fournir des dessins animés pour ses émissions jeunesses de TF1, et gérer les droits de toutes les productions maisons. Elle achète alors les droits de distribution de productions japonaises. Dans son catalogue d'origine se trouvent ainsi de nombreux mangas de qualités diverses. On leur doit l'introduction des Chevaliers du Zodiaque, de Dragon Ball et Dragon Ball Z, puis de Dr Slump, Nicky Larson, Ken le Survivant et bien d'autres.
Après avoir pris connaissance du "Décret n°90-66 du 17 janvier 1990" expliquant que chaque chaîne doit diffuser 60 % de programmes européens par an; Claude Berda décide d'acquérir toutes les séries et téléfilms européens diffusables, dont les séries allemandes :Inspecteur Derrick, Le Renard… AB devient ainsi un des premiers fournisseurs de La Cinq.
En 1995, le lancement d'AB Sat réoriente la politique d'achats de programmes vers des séries télévisées américaines (Dingue de toi, Friends…), et depuis quelques années d'émissions américaines (Catch WWE, The Jerry Springer Show…).
La société est devenue aujourd'hui un acteur important (le catalogue comprend en 2007 quelque 40 000 heures de programmes en langue française), qui fournit TF1, France Télévisions, Jimmy, etc. et les chaînes du groupe. Pourtant, elle garde mauvaise presse à la suite de ses débuts : de nombreux dessins animés japonais ont été amputés de certaines scènes avant diffusion, en raison de demandes du CSA, mais ne sont toujours pas disponibles aujourd'hui en version complète, malgré leur commercialisation sur d'autres supports (VHS et DVD).
AB Distribution devient Mediawan Rights le 11 octobre 2018, le pôle regroupant l'ensemble des activités de distribution de programmes audiovisuels de Mediawan et dirigé par Valérie Vleeschhouwer.

### Télévision

#### Bouquet satellite
AB Sat est destiné au départ à fournir de nouveaux débouchés à AB Productions. Ceci explique une certaine homogénéité des programmes sur l'ensemble des chaînes du groupe.
- 1996 : lancement du bouquet de chaînes thématiques AB Sat sur les satellites Hot Bird puis Astra.
- 1998 : acquisition de 65 % de RTL9 et cession de AB Sports au groupe Pathé.
- 2001 : prise de participation de 25 % dans YTV, détenteur d'une licence de diffusion hertzienne en Belgique francophone, et en octobre de la même année YTV lance la chaîne AB3.
- 2002 : YTV lance la chaîne AB4 en Belgique, chaîne dédiée aux séniors disponible sur câble et antenne terrestre.
- 2005 : NT1 et TMC (chaîne détenue à 40 % par TF1, 40 % par AB et 20 % par la Monégasque des ondes) sont retenus par le CSA pour faire partie de l'offre de télévision numérique terrestre en France.
- 2006 : AB4, qui est devenue une chaîne généraliste, cesse sa diffusion en analogique terrestre à la suite d'une rupture de contrat avec la RTBF qui utilisera la fréquence pour émettre RTBF Sat à sa place.
- 2006 : entrée de TF1 en décembre dans le capital (à 33,3 %) et le conseil d'administration de AB.
- 2006 : YTV est devenu BTV, contrôlée entièrement par Rolland Berda qui lance en septembre en Belgique La4, nouvelle chaîne destinée aux seniors. Elle s'arrêtera quelques mois plus tard et en 2007, Vidéoclick prend sa place, mais sera arrêtée en 2009.
- 2007 : 13 août, arrivée de France 2 dans le bouquet de AB.
- 2007 : 13 octobre, arrêt de toutes les émissions de télé-tirelire sur les chaînes RTL9 et NT1. L'arrêt de ce format n'a pas été commenté par le groupe AB, mais l'on peut supposer que cela fait suite au courrier envoyé par le CNP (CSA luxembourgeois) au dirigeant de RTL9 (licence luxembourgeoise). Le CNP n'hésite pas à utiliser le terme d'arnaque pour qualifier l'émission de télé-tirelire La nuit est à vous qui est diffusée sur RTL9 et NT1 depuis juin 2007.
- 2007 : 10 décembre à la suite de sa relance commerciale, AB Sat change de nom et devient le bouquet Bis Télévisions (BIS TV) sur le satellite Eutelsat et ses deux positions phares (Atlantic Bird 3 à 5° Ouest et Hot Bird à 13° Est). De plus, pour les abonnés à l'ADSL, le bouquet BIS TV Online composé d'une trentaine de chaînes équivalente à l'offre satellitaire est également proposé.
- 2009 : protocole de cession des parts de TMC et de NT1 au profit de TF1 pour un montant de 192 millions d'euros.

#### Chaînes de télévision
| Logo | Chaîne                                                                                  | Date de création   | Actionnaires                                                                 |
| ---- | --------------------------------------------------------------------------------------- | ------------------ | ---------------------------------------------------------------------------- |
|      | AB1 Chaîne mini-généraliste consacrée aux jeunes adultes                                | 1er décembre 1995  | 100 % Mediawan                                                               |
|      | Automoto La Chaîne Chaîne thématique consacrée aux sports mécaniques                    | 26 mars 1996       | 100 % Mediawan                                                               |
|      | Action Chaîne thématique consacrée aux films et téléfilms d'action                      | 2 avril 1996       | 100 % Mediawan                                                               |
|      | Animaux Chaîne thématique consacrée au monde animal                                     | 2 avril 1996       | 100 % Mediawan                                                               |
|      | Chasse & Pêche Chaîne thématique consacrée à la chasse et à la pêche                    | 2 avril 1996       | 100 % Mediawan                                                               |
|      | Clubbing TV Chaîne thématique                                                           | 9 janvier 2009     | 100 % Mediawan                                                               |
|      | Crime District Chaîne thématique consacrée aux faits divers et aux enquêtes criminelles | 11 février 2016    | 100 % Mediawan Lux S.A.                                                      |
|      | Lucky Jack.tv Chaîne thématique consacrée au poker et aux jeux en ligne                 | 26 septembre 2010  | 100 % Mediawan Lux S.A.                                                      |
|      | Mangas Chaîne thématique consacrée aux animés                                           | 1er septembre 1998 | 100 % Mediawan                                                               |
|      | Toute L'Histoire Chaîne thématique consacrée aux documentaires historiques              | 8 mai 1997         | 100 % Mediawan                                                               |
|      | Trek Chaîne thématique consacrée aux activités outdoor                                  | 2 février 2015     | 100 % Mediawan                                                               |
|      | Science & Vie TV Chaîne thématique consacrée à l'univers scientifique                   | 21 mars 2015       | 50 % Mediawan 50 % Reworld Media Télévisions (anciennement Mondadori France) |

| Logo | Chaîne                                                 | Date de création  | Date d'acquisition                         | Actionnaire                             |
| ---- | ------------------------------------------------------ | ----------------- | ------------------------------------------ | --------------------------------------- |
|      | AB3 Chaîne généraliste                                 | 6 octobre 2001    |                                            | 100 % Mediawan (via Belgium Television) |
|      | ABXplore Chaîne thématique consacrée aux documentaires | 13 septembre 2017 |                                            | 100 % Mediawan (via Belgium Television) |
|      | RTL9 Chaîne généraliste                                | 23 janvier 1995   | 3 mars 1998 (65 %) 21 juillet 2017 (100 %) | RTL9 S.A. & Cie S.E.C.S.                |

Chaînes cédées
- AB Sports (lancée en 1996 et rachetée par Pathé en 1998, renommée Pathé Sport puis Sport+ et arrêtée en 2015)
- France Courses (lancée en 1996 et rachetée par le PMU en 1998, renommée Equidia, scindée en deux chaînes en 2011 : Equidia Live et Equidia Life, puis à nouveau renommée Equidia en 2018)
- La Chaîne Marseille (lancée en 2005 et rachetée par Médias du Sud en 2011, renommée TV Sud Provence puis arrêtée en 2016)
- NT1 (lancée en 2005 et rachetée par le Groupe TF1 en 2010, renommée TFX en janvier 2018)
- TMC (rachetée partiellement en 2005 puis vendue au Groupe TF1)
- XXL (rachetée par Thematic Netherlands BV en 2013)

Chaînes disparues
France :
- Melody (lancée en 1996 et remplacée par Nostalgie la télé en 1997)
- AB Cartoons (lancée en 1996 et renommée Mangas en 1998)
- Nostalgie la télé (lancée en 1997 et remplacée par RFM TV en 1999)
- AB Animaux (lancée en 1996 et renommée en Animaux en 1999)
- Romance (lancée en 1996 et disparue en 2002)
- Ciné Comic (lancée en 1996 sous le nom Rire, disparue en 2004)
- RFM TV (lancée en 1999 et disparue en 2005, puis rachetée par le groupe Lagardère Active en 2014, en remplacement de MCM Pop).
- 'Zik (lancée en 1998 et arrêtée en 2007)
- Fit TV (lancée en 1996 et arrêtée en 2007)
- Musique Classique (lancée en 1996 et remplacée en 2007 par Ciné First)
- Ciné Pop (lancée en 2007, remplacée et arrêtée en 2008)
- Ciné Box (lancée en 2002 et disparue en 2004)
- Ciné First (lancée en 2007 et remplacée en 2010 par Golf Channel)
- Escales (lancée en 1996 et remplacée par Trek en 2015)
- Encyclopédia (lancée en 1996, renommée Encyclo et remplacée par Science & Vie TV en 2015)
- Polar (lancée le 2 avril 1996, renommée Ciné Polar puis à nouveau Polar, et arrêtée en 2018)
- Ciné FX (lancée le 15 septembre 2002, remplacée par le service à la demande Action Max le 1er août 2018)[14]
- AB Moteurs (lancée en 1999 et remplacée par Automoto La Chaîne en 2018)
- Mon Science & Vie Junior (lancée le 11 février 2016 et arrêtée le 12 janvier 2023)
- Ultra Nature (lancée le 19 mai 2016 et arrêtée le 12 janvier 2023)
- RTL Shopping  (lancée en août 2011 et arrêtée le 28 août 2023)
- Golf Channel France (lancée en 2010 et arrêtée le 1er septembre 2024)[15]

Belgique :
- Vidéoclick (lancée en 2007 et arrêtée en 2009)
- AB4 (lancée en 2002 et remplacée par ABXplore en 2017)
- AB Shopping (lancée en 2010 et arrêtée en 2017)

Allemagne :
- Onyx.tv (lancée en 1996 et remplacée par Terranova en 2004)
- Terranova (lancée en 2004 et arrêtée en 2007)

### Filiales européennes

#### Mediawan Lux S.A.
Filiale à 100 % de Mediawan Thematics, Mediawan Lux S.A. est une société de production et de diffusion de chaînes de télévision thématiques installée au Luxembourg dans les locaux de RTL City, siège social de RTL Group. Cette société édite les chaînes Crime District, Lucky Jack.tv, Golf Channel France ainsi que Ultra Nature et assure la production et la conception des programmes de RTL9, diffusées par RTL Group.

#### Belgium Television S.A.
Détenue par Mediawan Thematics à hauteur de 100 %, Belgium Television S.A. est une société belge de production et de diffusion de chaînes de télévision installée en Belgique qui édite les chaînes AB3 et ABXplore.

### AB Vidéo
AB Vidéo est une société de distribution de films créée en 1986 et rachetée par Warner Bros. Home Entertainment. France.